# Lanfranco Cirillo
Lanfranco Cirillo (russisch Ланфранко Чирилло; * 30. Mai 1959 in Venedig) ist ein russischer Architekt italienischer Herkunft. Er ist Gründer und Mitinhaber des Architekturbüros Masterskaja in Moskau.

## Leben und Tätigkeiten

### Tätigkeit als Architekt
1995 eröffnete Cirillo sein Architekturbüro am Arbat im historischen Zentrum von Moskau. Als Architekt, Innenarchitekt und „Lifestyle-Lehrer der Neureichen“ hat er Datschen und Villen gebaut und eingerichtet. Laut Cirillo gehören zu seinen Kunden 43 russische Milliardäre.
2016 erreichte Cirillos Firma Masterskaja die Endrunde des Architekturwettbewerbs für den Entwurf des neuen Parlamentszentrums in Moskau. Der Komplex sollte laut Plan die Gebäude der Staatsduma und des Föderationsrates vereinen und sich in der Nähe der Mnjownikowskaja-Aue in Moskau befinden. Die Idee des parlamentarischen Zentrums wurde schließlich aufgegeben.
Cirillo erlangte internationale Aufmerksamkeit als Architekt, als die russische Oppositionsfigur Alexej Nawalny Anfang 2021 ein YouTube-Video von Präsident Putins angeblichem „Neuen Versailles“ veröffentlichte. Der Bau des „Palast“-Komplexes am Schwarzen Meer soll über eine Milliarde US-Dollar gekostet haben.

### Ermittlungen
Die Presse berichtete, das öffentliche Aufsehen, das dieses Video verursacht habe, habe die italienischen Steuerbehörden auf ihn aufmerksam gemacht. Gegen Cirillo wird seit 2022 wegen Steuerdelikten in Italien in den Jahren 2013 bis 2019 ermittelt, wobei im Rahmen der Ermittlungen Vermögenswerte in Höhe von insgesamt 141 Millionen Euro bei ihm beschlagnahmt wurden. Medienberichten zufolge zeigte sich Cirillo überrascht, sich einer solchen Kontroverse stellen zu müssen, nachdem er mehr als 20 Jahre in Russland gelebt und gearbeitet hatte. Cirillos Anwälte erklärten im Februar 2022, der Geschäftsmann könne Dokumente und Zeugenaussagen vorlegen, die belegen, dass seine Einkünfte außerhalb Italiens erzielt worden seien und daher dort nicht hätten besteuert werden dürfen. In einem Interview mit Libero im November 2022 sagte Cirillo: „Ich habe 1993 begonnen, in diesem Land zu arbeiten, bin seit 2003 bei AIRE registriert und erhalte sogar meine Rente in Russland. Die These von meinem fiktiven Auslandsaufenthalt, auf die sich die gesamte Anklage stützt, ist ein echtes Paradoxon.“

### Weinbau
Im Mai 2016 kündigte Cirillo Pläne zum Bau eines Weinguts und eines Agrotourismusprojekts in der Nähe von Anapa an. Ab Februar dieses Jahres war er ein 50-prozentiger Eigentümer der in Anapa ansässigen Shumrinka LLC. Sein Geschäftspartner Alexander Kislitsyn war früherer Chef von Lukoil-Inform. Laut Cirillo strebte das Unternehmen an, bis 2021 ein Produktionsvolumen von 1 Million Flaschen pro Jahr zu erreichen und 300–500.000 Flaschen der besten Marken zu produzieren. Ende 2020 wurde das Weingut im Rahmen des Projekts „Unique Russian Winemaking“ Partner des Weinguts Milstream. 2021 belegten Schumrinka-Weine Platz 50 im Forbes-Ranking.

### Philanthrop
Nach der Krankheit und dem Tod seiner Tochter Elisabetta beschloss Cirillo, „etwas für die nächste Generation zu tun“.
Elisabetta Cirillo starb 2019 im Alter von nur 33 Jahren an Krebs. Sie war eine in Russland bekannte Autorin und Bloggerin. Seitdem setzt sich Lanfranco Cirillo im Gedenken an seine verstorbene Tochter für Nachhaltigkeit und Umweltschutz ein. Unter anderem versucht er, den Papst an den Nordpol zu bringen, um auf die Zerstörung der Arktis aufmerksam zu machen.
Cirillo engagiert sich in einer internationalen Stiftung, die den Klimawandel in den Polarregionen der Arktis und Antarktis erforscht. Zu diesem Zweck arbeitet die Organisation mit der Barneo-Basis in der Nähe des Nordpols zusammen. Cirillo reiste auch nach Afrika, um im Auftrag einer Initiative das Problem der Regenwaldabholzung in Guinea anzugehen.

### Privates
Lanfranco Cirillo ist verheiratet und begeisterter Segler. 2014 erhielt er nach mehr als 20 Jahren die russische Staatsbürgerschaft. Er lebt in Moskau und Dubai.